# 塞基爾阿夫拉姆平原縣
塞基爾阿夫拉姆平原縣（英語：Sekyere Afram Plains District）為迦納阿散蒂大區轄下的一縣。其區域面積2,411平方公里，2021年人口32,640人。
此縣原為東塞基爾縣之一部分，2008年由時任迦納總統約翰·阿吉耶庫姆·庫福爾之政令中分出新設，並以庫馬武為其縣治所在。2012年6月28日，阿夫拉姆平原地區以外區域分出新設塞基爾庫馬武縣，並以庫馬武為縣治，其餘部分則維持不變，惟其縣治改為多布羅斯諾（Dobrosno）。

## 外部連結
- . Statoids.
- GhanaDistricts.com